# 大腸桿菌
大腸桿菌（學名：Escherichia coli，又稱可麗菌、大肠埃希菌）是肠杆菌科埃希氏菌属的一個物種，為人和动物肠道中的一种细菌，主要寄生于大肠内而得名，約占腸道菌中的0.1%。

## 特徵
大腸桿菌是一種兩端鈍圓、能運動、無芽孢的革兰氏阴性、兼性厌氧、杆状、大肠埃希氏菌属细菌，常见于温血生物的小肠下部。大多数大肠杆菌的菌株是无害的，但某些血清型（EPEC、ETEC等）会在其宿主中引起严重的食物中毒，并且偶尔会导致产品召回的食品污染事件。無害的菌株是人體腸道中正常菌叢的一部份，會製造維他命K、防止腸道中其他致病菌的生長，對人體有益。大腸桿菌經常透過糞便排放而散布到環境中，它們會在新鮮的糞便且氧氣充足的環境中大量孳生約3天，之後菌數就會下降。
这种细菌可以在实验室环境中轻松、廉价地生长和培养，并且已经进行了 60 多年的深入研究。大肠杆菌是一种化学营养型，其化学成分确定的培养基必须包含碳源和能源。大肠杆菌是研究最广泛的原核模式生物，也是生物技术和微生物学领域的重要物种，在重组 DNA的大部分工作中，它都是宿主生物。在有利的条件下，复制只需 20 分钟。

## 命名
其屬名埃希氏菌（Escherichia）來源於其發現者特奥多尔·埃舍里希。1885年當埃舍里希嘗試找出霍亂病原時，他分離出大腸桿菌，并将其最初命名為Bacterium coli commune。

## 生态
大腸桿菌和其他兼性厭氧性細菌組成了0.1%的腸道微生物，而糞口傳染是致病菌株的主要傳染途徑。它可以在人體外存活一段時間，因此成為環境衛生檢測中的微生物指標之一。大腸桿菌是腸桿菌科的一員，經常作爲細菌的模式生物廣泛用於科學研究。
每個人每天平均從糞便中排出1011到1013個大腸桿菌。各種糞便細菌和類似的生活在土壤或植物降解物中的細菌（最常見的是產氣腸桿菌，學名Enterobacter aerogenes）一起被歸爲“大腸桿菌群”（coliform）。大腸桿菌群不形成內孢子，可在膽鹽存在下生長，革蘭氏陽性菌則否，該菌群可以利用乳糖並產氣，這個特性可以用來當概略性菌群的判定基礎，因為大腸桿菌群容易培養，而且容易跟其他菌分辨，所以是理想的指標菌，除非有特別的異形菌存在增加鑑定的困難度外，異常的乳糖發酵代表衛生可能有問題。
在水淨化和汙水處理領域，因大腸桿菌在糞便中数量极多，故常用为检查水源是否被粪便污染的标志，其測量標準爲大腸菌群指數。此外大腸桿菌多數情況下無害，不會從實驗室“逃脫”而傷害人類。利用大腸桿菌作爲糞便污染的指示物也可能產生誤導性的結論，因爲其它環境如造紙廠中，大腸桿菌也可大量存在。

## 致病
然而一般無害的大腸桿菌在以下三种情況下也會導致疾病：
1. 當細菌離開腸道進入泌尿道可以導致感染，由於性交會導致細菌進入膀胱，有時被稱作“蜜月期膀胱炎”。尿路感染儘管對女性更爲普遍，但兩性都可能發生。老年中發病男女比例大體相同。因爲細菌總是通過尿道進入泌尿系統，廁所的不衛生會升高感染機率，但其它因素也很重要（如女性懷孕，男性前列腺肥大），還有一些原因不明。
2. 當細菌由於如潰瘍等導致的穿孔進入腹腔，通常會導致致命性的腹膜炎感染。然而，大腸桿菌對一些抗生素，如鏈黴素非常敏感，一般情況抗生素能夠有效治療。
3. 大腸桿菌的某些株具有毒性（其中一些類似導致痢疾的毒素），可以導致食物中毒，這通常是因爲使用了被污染的肉類（通常是屠宰過程或儲藏販賣過程中的污染所致，加上食物未完全煮熟無法殺死細菌）。疾病的嚴重程度可以相差很多，尤其對兒童、老人和免疫缺失病人可以是致命的，但通常是溫和的。大腸桿菌的内毒素可能對熱穩定或不穩定。後者的結構和功能與霍亂毒素相當接近，全毒素包含一個A亞基和五個B亞基。B亞基起黏附作用，使毒素進入腸道細胞，而A亞基斷裂出來，使得細胞脫水引起腹瀉。

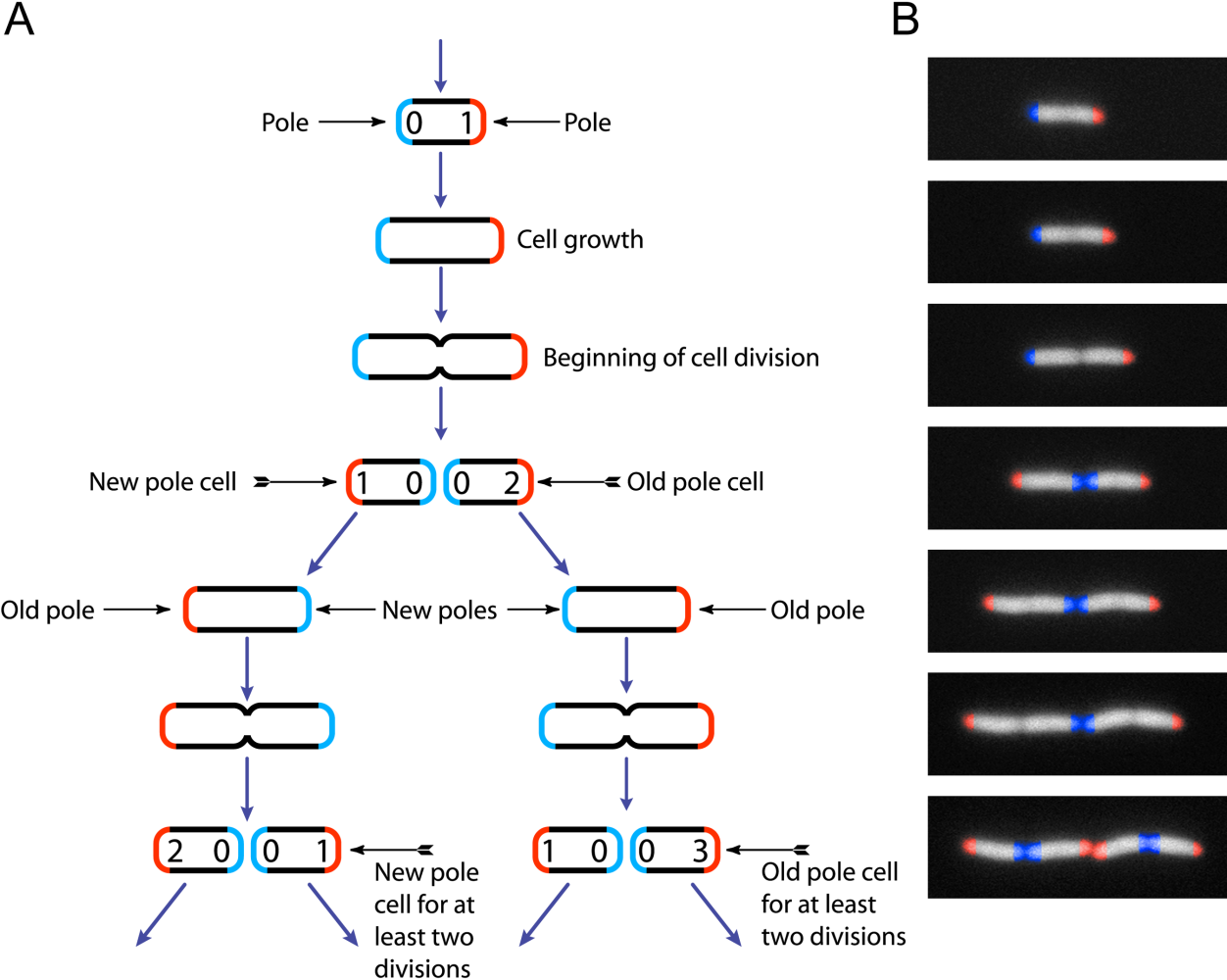
大腸桿菌的生活史

大腸桿菌的一個株是具有某些能和其它株區分開的特徵的族群。不同的大腸桿菌菌株生活在不同動物中，因此我們可以通過其判斷糞便來源於人或者鳥類等。通過突變，新的大腸桿菌菌株不斷出現，其中一些可能對宿主動物造成損害。儘管對於大多數健康成年人，這樣的菌株可能只引起一場腹瀉，或者根本沒有症狀，但對於幼兒、大病初癒的人或者進行某些藥物治療的人來説，陌生的菌株可能引起嚴重疾病甚至死亡。大腸桿菌O157:H7就是一個毒性很強的菌株。

## 研究
大腸桿菌是現代生物學中研究最多的一種細菌，作爲一種模式生物，其基因組序列已全部測出。用分子生物學方法在大腸桿菌得出的結論可用於其它生物的研究。此外，在生物工程中，大腸桿菌被廣泛用於基因複製和表現的宿主。

## 相关标准
- GB 4789.3-2016 食品安全国家标准食品微生物学检验大肠菌群计数
- 水中大腸桿菌群檢測方法－多管發酵法 (NIEA E201.54B)
- 水中大腸桿菌群檢測方法－濾膜法 (NIEA E202.55B)
- 水中大腸桿菌群及大腸桿菌檢測方法－酵素呈色及螢光反應檢測法 (NIEA E215.53C)

## 外部連結

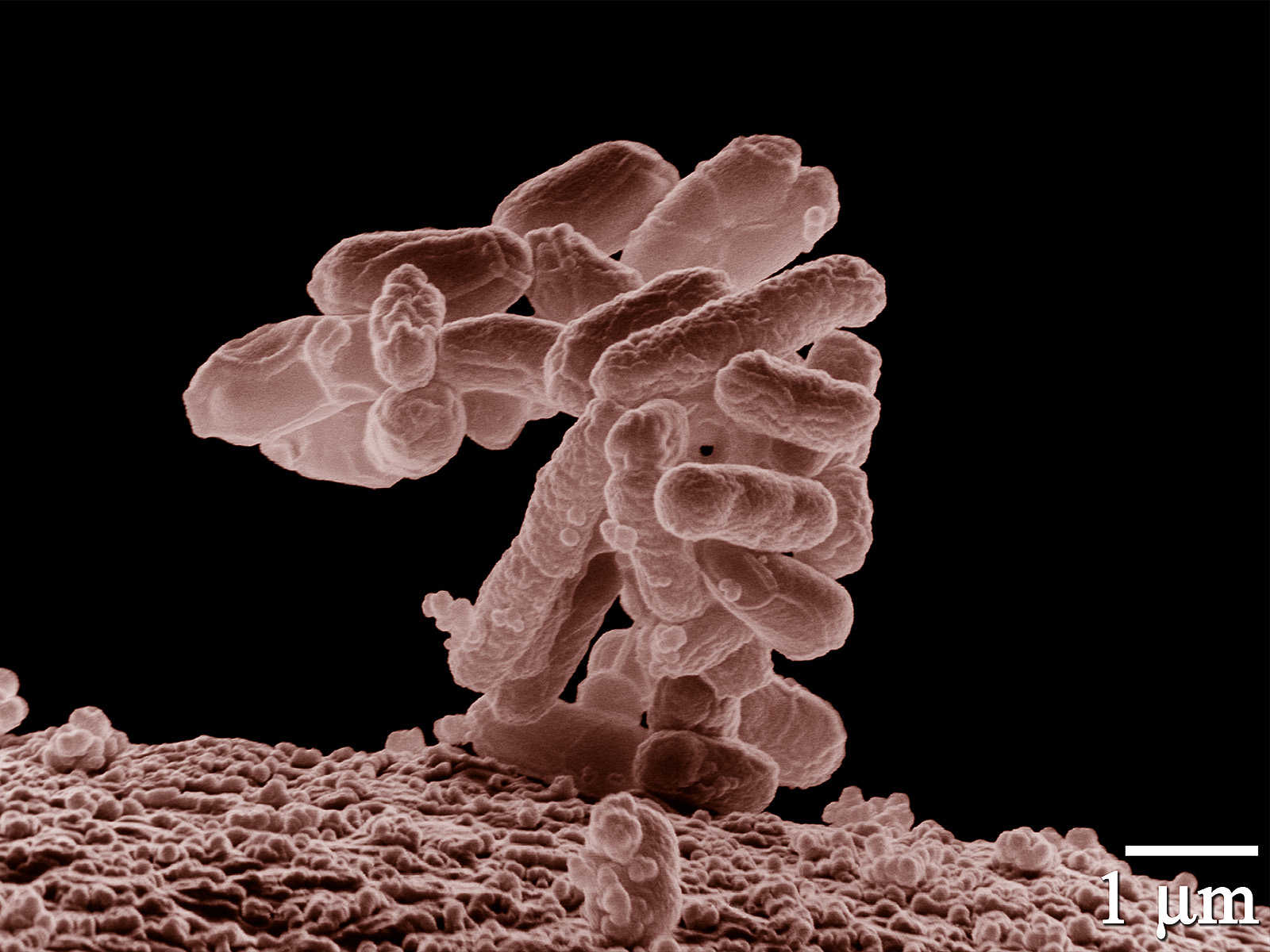
大腸桿菌，10000倍放大

- 微生物免疫學-Escherichia coli（大腸桿菌）（页面存档备份，存于）
- （繁體中文）臺灣博碩士論文知識加值系統（页面存档备份，存于）
- 臺灣與腸出血性大腸桿菌議題相關之研究論文（页面存档备份，存于）
- 台灣衞生福利部疾病管制署 腸道出血性大腸桿菌感染症 （页面存档备份，存于）
- 香港特別行政區 衞生防護中心 產志賀毒素大腸桿菌感染 （页面存档备份，存于）